# Битва под Каневом (1918)
Битва под Каневом — сражение во время Первой мировой войны в ночь с 10 на 11 мая 1918 года, близ города Канев (ныне Украина) между польскими и немецкими войсками. 2-й Польский корпус (в том числе 2-я бригада Польских легионов) под командованием генерала Юзефа Халлера противостоял подразделениям Германской имперской армии (в том числе 28-й бригаде Ландвера) под командованием генерала Циерхольда. Немцы одержали победу: около половины польских солдат сдались в плен, а остальные отступили в беспорядке.

## Предыстория
Протестуя против Брестского мира, который уменьшил шансы на создание независимой Польши, офицеры 2-й бригады Польских легионов, ранее входивших в состав Австро-Венгерской армии, составили заговор. В их число входили Михал Роля-Жимерский, Роман Гурецкий, Юзеф Зайяц. Командир бригады полковник Юзеф Халлер знал об их планах.
15 февраля «австрийские» поляки, разбив подразделения 53 пехотного полка (в основном в нем служили хорваты), прорвали фронт возле Редковцев и слились с польскими подразделениями, которые ранее входили в состав российской армии, став частью новообразованного 2-го польского корпуса в России. Немцы, однако, считали поляков неблагонадёжными, и решили убедиться в том, что они будут разоружены.
18 апреля Регентский совет  Польши приказал 2-му корпусу остановиться возле Канева на Украине, в треугольнике между селами Поток, Козин и Степанцы. Вскоре он попал в окружение близлежащих немецких частей. 6 мая командующий 28-й немецкой бригады ландвера, генерал Циерхольд, подчинённый фельдмаршала Германа фон Эйхгорна, в ультимативной форме потребовал от поляков сложить оружие и сдаться. 2-й корпус приготовился к бою, чем удивил Циерхольда, который не был готов к сражению. Циерхольд отступил, сказав, что ультиматум был недопониманием. Вскоре, однако, немцы получили подкрепление, тем самым получив возможность добиться своих притязаний силой.

## Битва

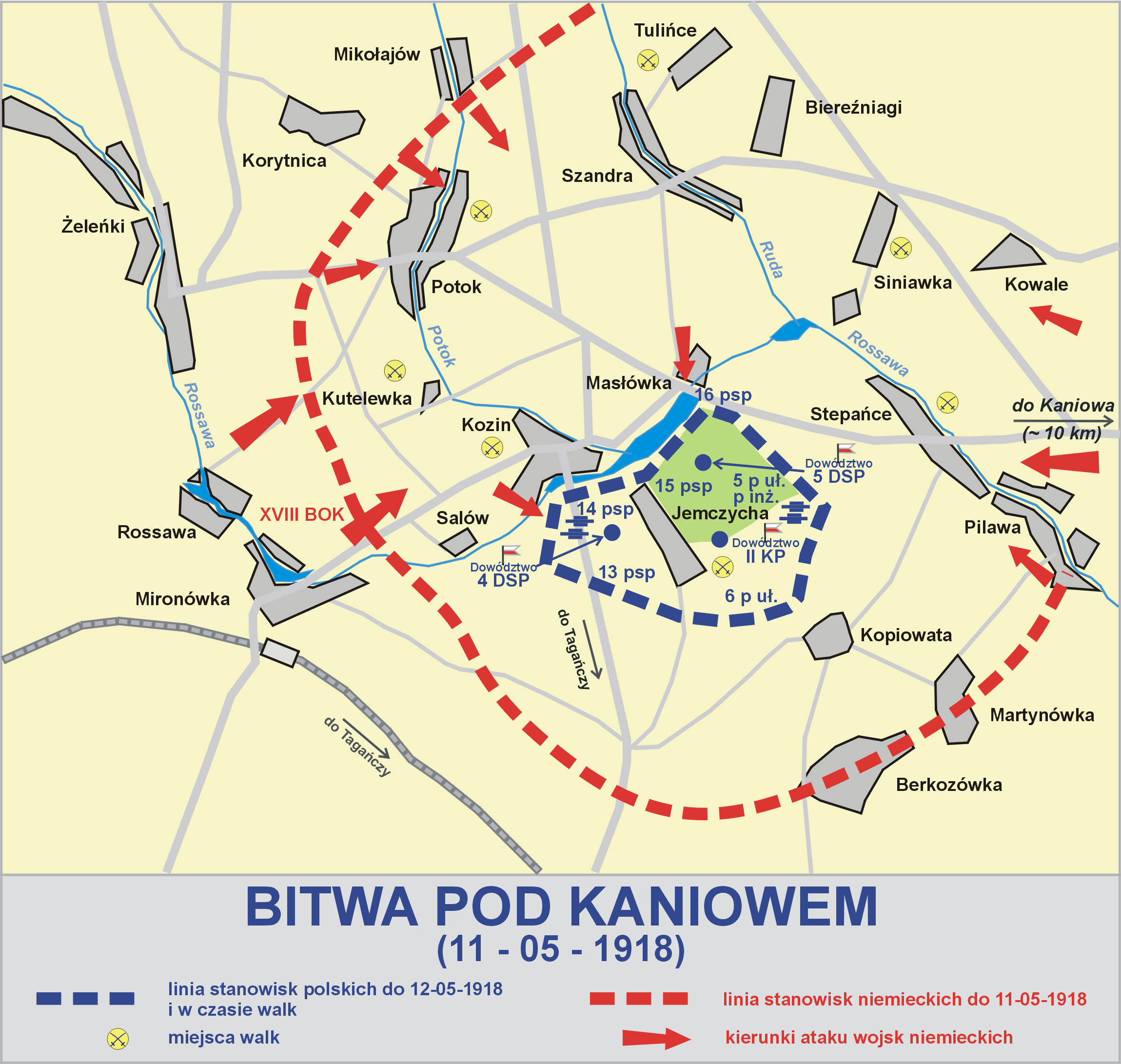
Карта сражения

В ночь с десятого по одиннадцатое мая 1918 года 2-й корпус был окружён и атакован немецкими частями. Польские отряды, поначалу застигнутые врасплох, сгруппировались около села Емчиха и заняли оборонительные позиции. Поляки сопротивлялись в течение всего дня, и обе стороны понесли тяжелые потери. К вечеру 11 мая немцы, которые не ожидали такого жёсткого сопротивления, предложили перемирие и переговоры. У польских частей были большие проблемы со снабжением, поэтому они приняли предложение провести переговоры, и в итоге согласились на почётную капитуляцию.

## После битвы
Битва обернулась тяжёлыми потерями для немцев: около 1500 погибших и 273 раненых. Польские потери были несколько меньшими: примерно 1000 убитых и раненых. Половина оставшихся в живых поляков были отправлены в лагеря для военнопленных (количество пленных составило около 3250; другая оценка предполагает, что 4000 попали в заключение и 1500—2000 человек сбежали), но остальным удалось спастись. Юзеф Халлер инсценировал свою смерть в бою и бежал во Францию, где позднее был назначен командиром нового польского военного соединения под названием Голубая армия (или армия Халлера). Во времена Второй Польской Республики несколько боевых единиц имели название «Kaniów» в честь той битвы: 28-й, 29-й, 30-й и 31-й пехотные полки.